# Moosa Lane
|  | Denne artikel er oprettet af botten Steenthbot ud fra en ekstern database. Den kan derfor have sproglige fejl eller mangler. Denne skabelon kan fjernes efter kontrol af indholdet. |

Moosa Lane er en dansk dokumentarfilm fra 2022 instrueret af Anita Mathal Hopland.

## Handling
Den danske dokumentarinstruktør Anita M. Hopland er vokset op med sin pakistanke far og norske mor i Danmark. Som 25-årig beslutter hun sig for at undersøge sin pakistanske familie gennem sit kamera og i løbet af de næste 15 år kommer hun tættere og tættere ind på livet af sin egen generation af unge i Pakistan. Anita vil undersøge hvad vores kulturelle og nationale ophav sætter af spor i os som mennesker. I Pakistan bliver hendes kusines datter Saima et anker og fikspunkt, indtil den dag hun skal giftes bort. Tiden går, de to familier forandrer sig, og det samme gør Hopland selv. Moosa Lane er en personlig familiefortælling i bredformat, hvor alle følelser får lov at farve lærredet undervejs.